# ميخائيل مورغان (لاعب دوري الرغبي)
ميخائيل مورغان (بالإنجليزية: Michael Morgan)‏ هو لاعب دوري الرغبي أسترالي، ولد في 27 ديسمبر 1991 في تاونسفيل في أستراليا.

## روابط خارجية
- ميخائيل مورغان على موقع ItsRugby.co.uk (الإنجليزية)